# Gianni Romme
Gianni Petrus Cornelis Romme (* 12. Februar 1973 in Lage Zwaluwe) ist ein niederländischer Eisschnellläufer und Trainer.

## Werdegang
Romme wurde 2000 in Milwaukee und 2003 in Göteborg Weltmeister im Mehrkampf.
2003 gewann er in Heerenveen außerdem den Titel bei den Mehrkampfeuropameisterschaften.
Romme gewann sieben Titel bei den Einzelstreckenweltmeisterschaften. Viermal siegte er dabei über 10.000 Meter (1996, 1997, 1998, 2000) und dreimal über 5000 Meter (1998, 1999, 2000).
Bei den Olympischen Spielen 1998 in Nagano wurde Romme über 5000 Meter und 10.000 Meter Olympiasieger. Vier Jahre später errang er in Salt Lake City Silber über 10.000 Meter hinter seinem Landsmann Jochem Uytdehaage.
Romme stellte während seiner Karriere acht Weltrekorde auf und führte den Adelskalender für 118 Tage an. Für seine Erfolge im Jahr 2000 wurde er mit der Oscar Mathisen Memorial Trophy ausgezeichnet.
Seit der Saison 2006/07 arbeitet Romme auch als Eisschnelllauftrainer, er trainierte unter anderem die deutsche Olympiasiegerin Anni Friesinger-Postma.

## Persönliche Bestzeiten
| Strecke  | Zeit           | Datum             | Ort            |
| -------- | -------------- | ----------------- | -------------- |
| 500 m    | 36,97 s        | 2. Februar 2002   | Salt Lake City |
| 1000 m   | 1:14,33 min    | 11. Dezember 1999 | Inzell         |
| 1500 m   | 1:47,88 min    | 2. Februar 2002   | Salt Lake City |
| 3000 m   | 3:40,02 min    | 3. Februar 2002   | Salt Lake City |
| 5000 m   | 6:14,70 min    | 20. November 2004 | Berlin         |
| 10.000 m | 13:03,40 min 1 | 26. November 2000 | Heerenveen     |